# Francesca Romana Coluzzi
Francesca Romana Coluzzi, née le 20 mai 1943 à Tirana en Albanie et morte le 15 juillet 2009 à Rome dans le Latium en Italie, est une actrice italienne. Elle a obtenu de nombreux rôles au cours des années 1970 et 1980 dans des films dit de série B, principalement des comédie à l'italienne parfois proche de la comédie érotique.

## Biographie

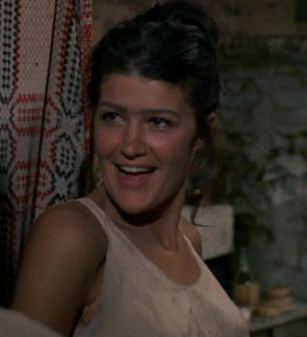
Francesca Romana Coluzzi dans Serafino (1968).

Née à Tirana en Albanie pendant l'occupation italienne, où son père, chercheur, étudie le paludisme. Après l'armistice de Cassibile, sa famille retourne en Italie et s'installe d'abord à Pérouse puis à Monticelli, un hameau faisant partie d'Esperia, commune située dans la province de Frosinone,.
Adolescente, lors d'un concours étudiant de danse twist, Federico Fellini la remarque et lui offre un rôle dans Huit et demi (1963). Coluzzi décline l'offre pour poursuivre ses études, mais la rencontre avec Fellini marque sa vie, et elle décide finalement de quitter l'université pour faire carrière dans le cinéma.
Par l'entremise de son cousin, le cascadeur Biagio Gambini (it), elle accède au monde du cinéma et commence sa carrière en suppléant, lors de cascades, l'actrice Mylène Demongeot dans le film Fantômas en 1964. Elle débute au cinéma l'année suivante par des rôles de figuration pour le réalisateur Lucio Fulci (002 Operazione Luna et Les Deux Parachutistes) et double Marisa Mell lors des cascades du film Danger : Diabolik ! de Mario Bava en 1968.
La même année, elle obtient un premier rôle d'importance au sein du film Serafino de Pietro Germi. Elle incarne à l'écran l'une des maîtresses du berger et, à travers ce rôle, illustre ce que sera sa carrière, à savoir de nombreux rôles secondaires dans des films dit de série B, principalement des comédie à l'italienne proche de la comédie érotique, interprétant souvent des épouses insupportables et jalouses,. Le succès de ce film l'incite à arrêter ses études pour se consacrer totalement à sa carrière d'actrice.
Coluzzi remporte le Globe d'or et le Ruban d'argent de la meilleure actrice dans un second rôle avec le film Venez donc prendre le café chez nous d'Alberto Lattuada en 1971,. Elle joue alors dans de nombreux films au cours des années 1970 et 1980, côtoyant régulièrement les acteurs Lino Banfi et Mario Carotenuto. Elle fonde au cours de cette période l'Associazione Culturale Minestrone d'Arte à Rome, un atelier théâtral, et se retire progressivement du monde du cinéma, y revenant occasionnellement pour de rares rôles.
Elle décède à Rome en 2009 à l'âge de 66 ans d'un cancer du poumon.

## Filmographie

### Actrice de cinéma
- 1965 : 002 Operazione Luna de Lucio Fulci
- 1965 : Les Deux Parachutistes (I due parà) de Lucio Fulci
- 1968 : Serafino ou l'amour aux champs (Serafino) de Pietro Germi
- 1970 : Mio Mao: Fatiche ed avventure di alcuni giovani occidentali per introdurre il vizio in Cina de Nicolò Ferrari
- 1970 : Venez donc prendre le café chez nous (Venga a prendere il caffè da noi) d'Alberto Lattuada
- 1971 : Io non vedo, tu non parli, lui non sente de Mario Camerini
- 1971 : Madness gli occhi della luna de Cesare Rau
- 1971 : Seuls les oiseaux volent en liberté (Siamo tutti in libertà provvisoria) de Manlio Scarpelli
- 1971 : La Ligne de feu (L'amante dell'orsa maggiore) de Valentino Orsini
- 1972 : Te Deum d'Enzo G. Castellari
- 1972 : Crescete e moltiplicatevi de Giulio Petroni
- 1972 : Anche se volessi lavorare, che faccio? de Flavio Mogherini
- 1972 : L'Empire du crime (La Mala Ordina) de Fernando Di Leo
- 1972 : Sex shop de Claude Berri
- 1972 : Themroc de Claude Faraldo
- 1973 : Il sergente Rompiglioni de Pier Giorgio Ferretti
- 1973 : Ingrid sulla strada de Brunello Rondi
- 1973 : Il maschio ruspante d'Antonio Racioppi
- 1973 : Il brigadiere Pasquale Zagaria ama la mamma e la polizia de Luca Davan
- 1973 : Storia di karatè, pugni e fagioli de Tonino Ricci
- 1973 : Mademoiselle cuisses longues (Giovannona Coscialunga disonorata con onore) de Sergio Martino
- 1974 : La Cousine (La cugina) d'Aldo Lado : L'épouse du député
- 1975 : La prof donne des leçons particulières (L'insegnante) de Nando Cicero
- 1975 : Peccato senza malizia de Theo Campanelli
- 1975 : Il cav. Costante Nicosia demoniaco ovvero: Dracula in Brianza de Lucio Fulci
- 1976 : Le Patron et l'Ouvrier (Il padrone e l'operaio) de Steno
- 1976 : Ça va être ta fête, Robin (Storia di arcieri, pugni e occhi neri) de Tonino Ricci
- 1976 : Occhio alla vedova! de Sergio Pastore
- 1976 : La portiera nuda de Luigi Cozzi
- 1977 : La compagna di banco de Mariano Laurenti
- 1977 : Nel più alto dei cieli de Silvano Agosti
- 1978 : La Championne du collège (L'insegnante balla... con tutta la classe) de Giuliano Carnimeo
- 1979 : Lady Football de Italo Martinenghi
- 1979 : L'Infirmière de nuit (L'infermiera di notte) de Mariano Laurenti
- 1980 : La baigneuse fait des vagues (L'insegnante al mare con tutta la classe) de Michele Massimo Tarantini
- 1981 : Pierino contro tutti de Marino Girolami
- 1981 : La settimana al mare de Mariano Laurenti
- 1981 : Qui c'est ce mec ? (Bollenti spiriti) de Giorgio Capitani
- 1982 : Quella peste di Pierina de Michele Massimo Tarantini
- 1983 : Stesso mare stessa spiaggia d'Angelo Pannacciò
- 1983 : Champagne in paradiso d'Aldo Grimaldi
- 1985 : Massimamente folle de Massimo Troiani
- 1985 : Kalidor, la légende du talisman (Red Sonja) de Richard Fleischer
- 1991 : Per quel viaggio in Sicilia d'Egidio Termine
- 1991 : Un amore sconosciuto de Gianni Amico
- 1997 : Banzai de Carlo Vanzina
- 1999 : La via degli angeli de Pupi Avati

### Actrice de télévision

#### Téléfilms
- 1984 : Les Derniers Jours de Pompéi

#### Séries télévisées
- 1987: Professione vacanze, épisode La donna che sapeva troppo
- 2005 : Provaci ancora prof!

## Distinctions
- Ruban d'argent de la meilleure actrice dans un second rôle en 1971 pour Venez donc prendre le café chez nous (Venga a prendere il caffè da noi).
- Globe d'or de la meilleure actrice - révélation en 1971 pour Venez donc prendre le café chez nous (Venga a prendere il caffè da noi).